# Comuna Kovalivka, Drabiv
Kovalivka (în ucraineană Ковалівка) este o comună în raionul Drabiv, regiunea Cerkasî, Ucraina, formată din satele Hreceanivka și Kovalivka (reședința).

## Demografie
Componența lingvistică a comunei Kovalivka
     Ucraineană (98,15%)
     Rusă (1,75%)
Conform recensământului din 2001, majoritatea populației comunei Kovalivka era vorbitoare de ucraineană (98,15%), existând în minoritate și vorbitori de rusă (1,75%).